# Thiophenol
Thiophenol ist eine organische Schwefelverbindung, eine farblose giftige Flüssigkeit mit üblem Geruch. Es ist ein wichtiger Ausgangsstoff für die organische Synthese. Thiophenole sind eine Stoffgruppe von Verbindungen, die an einem Benzolring eine Thiolgruppe (–SH) aufweisen.

## Geschichte
Thiophenol wurde erstmals 1861 vom deutschen Chemiker Carl Friedrich Gustav Vogt (1839–1886), als Benzylmercaptan bezeichnet, hergestellt.

## Gewinnung
Thiophenol kann unter anderem hergestellt werden durch:
- Reduktion von Benzolsulfonylchlorid mit Zink[8]
- Versetzen von Phenyl-Grignard-Verbindungen oder Phenyllithium mit Schwefel und anschließendes Ansäuern

## Eigenschaften
Thiophenol hat die Formel C6H5–SH. Es liegt bei Raumtemperatur als mäßig flüchtige, aber extrem übelriechende und giftige Flüssigkeit vor. Thiophenole sind stärker sauer als Phenole, die entsprechenden Sauerstoffverbindungen.

## Reaktionen
Mit Alkyliodiden ergeben sich Thioether. Eine Oxidation erzeugt Diphenyldisulfid, das mit Natriumborhydrid wieder zu Thiophenol reduziert werden kann. Daher kann Thiophenol bei chemischen Reaktionen als Quelle für Wasserstoff dienen. Mit Chlor entsteht Phenylsulfenylchlorid. Durch Reaktion von Thiophenol mit Alkalihydroxiden (Natriumhydroxid, Kaliumhydroxid) entstehen die entsprechenden Salze (Thiophenolate). Bei der Umsetzung mit Carbonsäurechloriden in Gegenwart von Basen wie Triethylamin entstehen Thiolester.

## Unfälle
In der Nacht auf den 16. Februar 2011 wurden aus Unachtsamkeit etwa 30 Liter Thiophenol auf dem Gelände einer Spedition im nordhessischen Homberg (Efze) freigesetzt. Etwa 180 Personen wurden mit den Dämpfen kontaminiert, 101 davon mussten ins Krankenhaus gebracht werden.